# أنطونيو فالنسيا (ملاكم)
أنطونيو فالنسيا (بالإسبانية: Antonio Valencia)‏ مواليد 17 يناير 1984 في المكسيك، هو ملاكم محترف مكسيكي يصنف ضمن فئة وزن خفيف الوسط.

## إحصائيات
خاض خلال مسيرته 39 نزالا، فاز في 13 ولم يتعادل وخسر في 26. فاز بالضربة القاضية في 4 نزالا.

## روابط خارجية
- أنطونيو فالنسيا على موقع بوكس ريك (الإنجليزية) (registration required)